# (120178) 2003 OP32
(120178) 2003 OP32 ist ein transneptunisches Objekt im Kuipergürtel, das als Cubewano oder erweitertes SDO (DO) und als Mitglied der Haumea-Familie eingestuft wird.

## Entdeckung
(120178) 2003 OP32 wurde am 26. Juli 2003 von einem Astronomenteam bestehend aus Mike Brown, Chad Trujillo und David Lincoln Rabinowitz am Palomar-Observatorium (Kalifornien) entdeckt. Er erhielt von der IAU die Kleinplaneten-Nummer 120178.
Nach seiner Entdeckung ließ sich 2003 OP32 auf Fotos vom 21. Juli 1990 identifizieren und so seine Umlaufbahn genauer berechnen. Seither wurde der Planetoid durch verschiedene erdbasierte Teleskope beobachtet. Im Oktober 2017 lagen insgesamt 226 Beobachtungen über einen Zeitraum von 28 Jahren vor.

## Eigenschaften

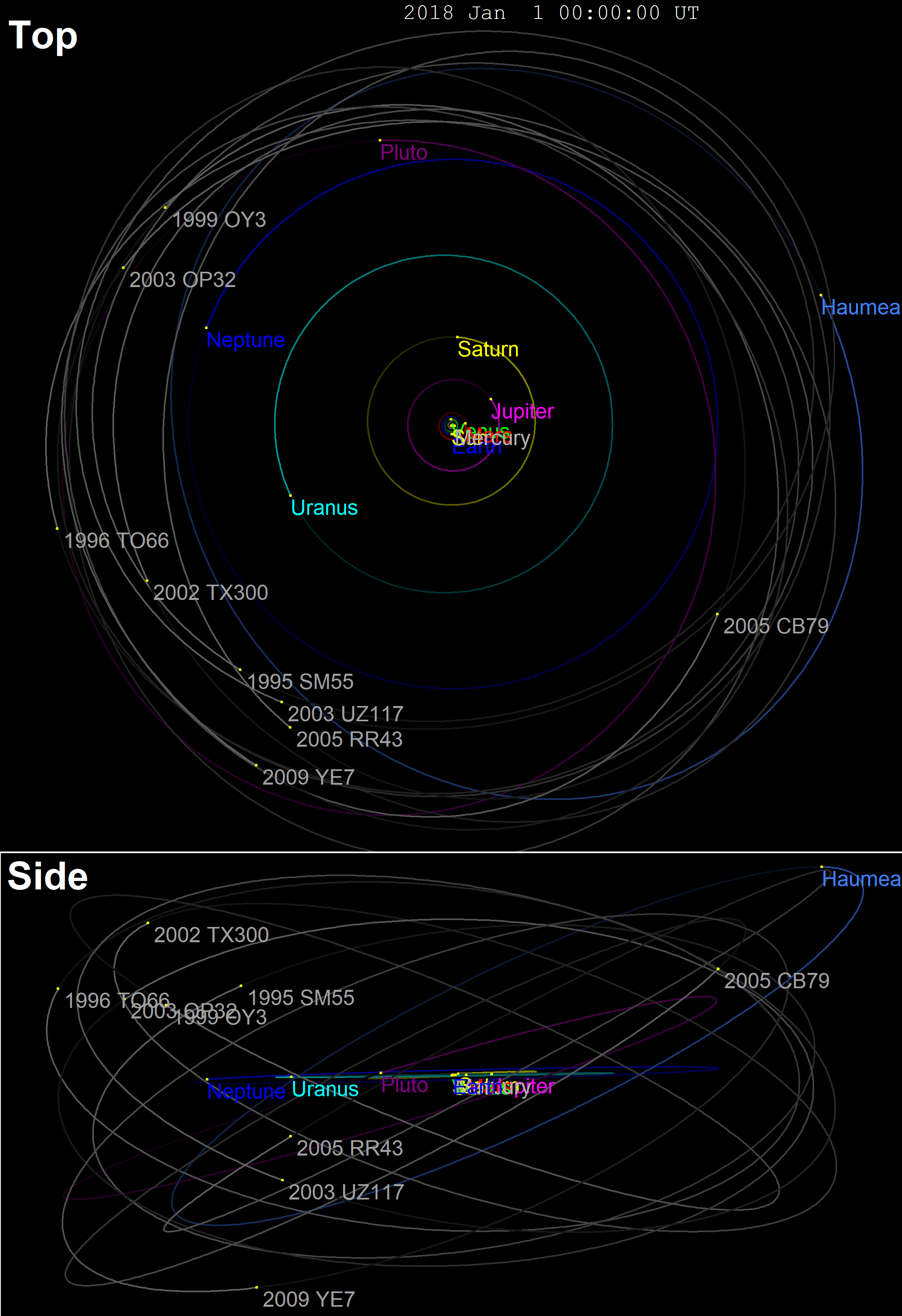
Orbit von 2003 OP_{32}und anderen Mitgliedern der Haumea-Familie.

### Umlaufbahn
2003 OP32 umkreist die Sonne in 285,64 Jahren auf einer elliptischen Umlaufbahn zwischen 38,63 AE und 48,11 AE Abstand zu deren Zentrum. Die Bahnexzentrizität beträgt 0,109, die Bahn ist 27,17° gegenüber der Ekliptik geneigt. Das Perihel durchlief er letztmals 1961. Das MPC klassifiziert 2003 OP32 als Cubewano, während Marc Buie (DES) ihn als erweitertes SDO (DO) einstuft. Der Asteroid ist Mitglied der Haumea-Familie, die aus Fragmenten einer früheren Kollision auf dem Zwergplaneten Haumea besteht.

### Größe
Ursprünglich wurde von einem berechneten Durchmesser von 735 km ausgegangen; dieser Wert beruhte auf einem angenommenen Rückstrahlvermögen von 9 % und einer absoluten Helligkeit von 3,8 m. Damit ist man davon ausgegangen, dass 2003 OP32 sich im hydrostatischen Gleichgewicht befindet und der Asteroid damit zu den Zwergplanetenkandidaten gehören müsste, basierend auf dem taxonomischen 5-Klassen-System von Mike Brown. Letzterer schätzt selbst den Durchmesser des Asteroiden auf lediglich 218 km aufgrund einer wesentlich höheren angenommenen Albedo von 70 % und einer absoluten Helligkeit von 4,4 m. Brown (wie auch Gonzalo Tancredi im Jahr 2010) stufen 2003 OP32 damit nur als möglichen Zwergplaneten ein. Eine thermische Bestimmung 2018 ergab eine Durchmesserbestimmung von 274 +47−25 km, eine Albedo von 54 % und eine absolute Helligkeit von 4,10 ± 0,07 m. Die mittlere Temperatur wird auf 42 K (−231 °C) geschätzt.
2008 ergaben Beobachtungen der Lichtkurve eine Rotationsperiode von 4,845 ± 0,003 Stunden. Untersuchungen 2009 ergaben dagegen eine doppelt so hohe Rotationsperiode von 9,71 Stunden.
| Jahr                                         | Abmessungen km   | Quelle         |
| -------------------------------------------- | ---------------- | -------------- |
| 2010                                         | 636,0            | Tancredi       |
| 2018                                         | 735,0            | Johnston       |
| 2018                                         | 274,0 +47,0−25,0 | Vilenius u. a. |
| 2018                                         | 218,0            | Brown          |
| Die präziseste Bestimmung ist fett markiert. |                  |                |

Bis 2019 konnte nichts über die Form und Aufbau von 2003 OP32 in Erfahrung gebracht werden, so dass die Proportionen sowie Masse und Dichte des Asteroiden bislang unbekannt sind.